# Södergallerian

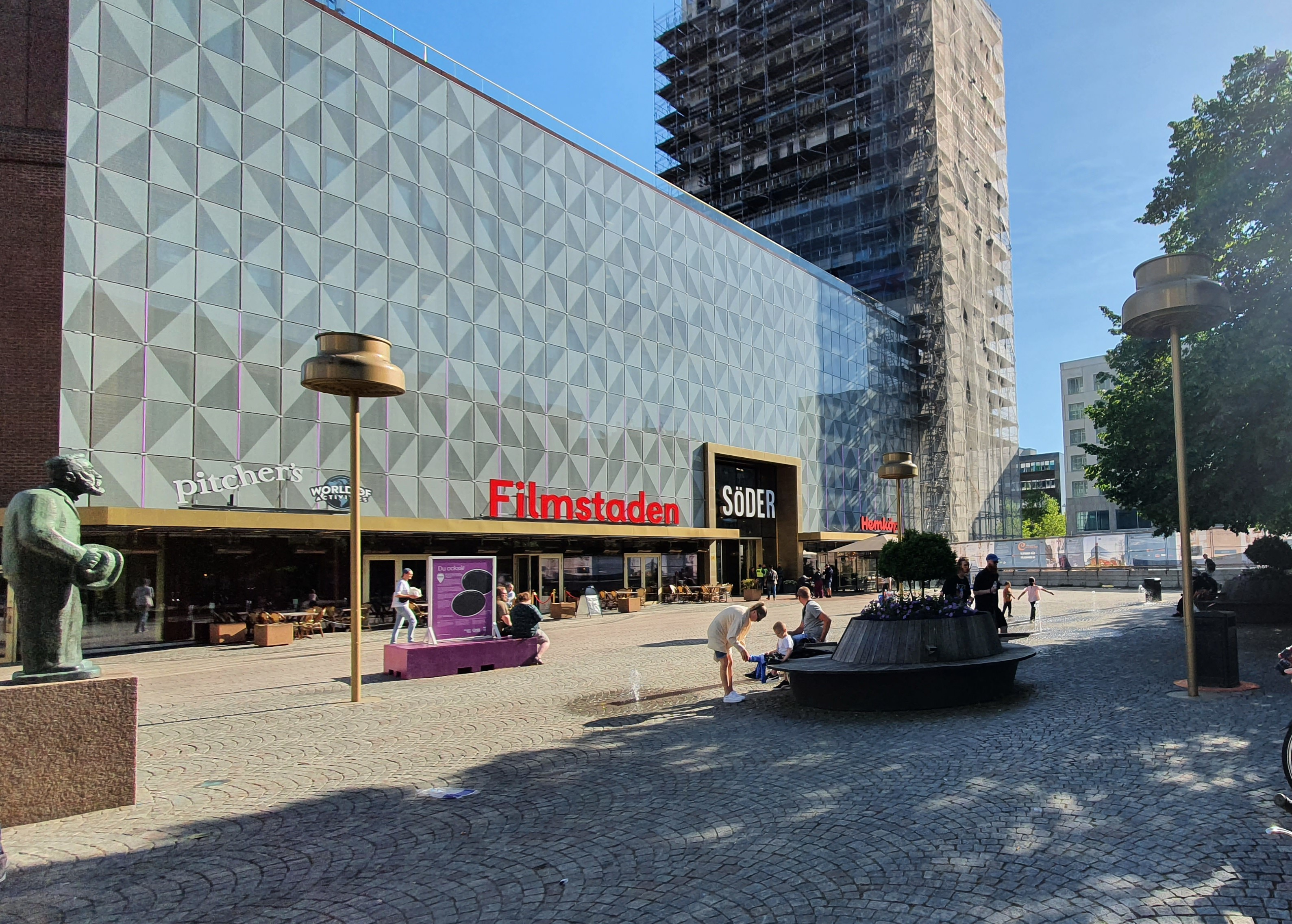
Gallerians norra fasad 2022 efter renoveringen.

Södergallerian är ett köpcentrum med biograf, gym och bostadshus i stadsdelen Söder i Helsingborg, beläget vid Mäster Palms plats i stadskvarteret Holland.
Huset byggdes på 1965-1967 för ett Domusvaruhus, som öppnade 1967. Efter en ombyggnad 1987 gjordes huset om till galleria med namnet Söderpunkten och Domus lade ner.
År 2008 sålde dåvarande ägarna Atrium Ljungberg Söderpunkten till Jefast. Den 31 december 2014 stängde Söderpunkten för en omfattande renovering. Köpcentret öppnade på nytt den 26 oktober 2018 under det nya namnet Södergallerian.